# Horia Sima
Horia Sima (Făgăraș, 3 luglio 1907 – Madrid, 28 maggio 1993) è stato un politico rumeno, secondo ed ultimo leader del movimento paramilitare fascista e ultranazionalista della Guardia di Ferro.

## Biografia
Sima è nato vicino a Făgăraș, in Transilvania (parte dell'allora Impero austro-ungarico). Fra il 1926 ed il 1932, Horia Sima era uno studente della Facoltà di Lettere e Filosofia presso l'Università di Bucarest. Dopodiché, iniziò a lavorare come insegnante di logica e filosofia presso una scuola superiore. Nell'ottobre del 1927 entrò nella appena costituita Guardia di Ferro e divenne responsabile per l'area del Banato.
Sima divenne comandante della Legione dopo che il fondatore e leader della Guardia di Ferro, Corneliu Zelea Codreanu, venne imprigionato. La tensione crebbe nel tardo novembre 1938, in seguito a una serie di assassini perpetrati ai danni di membri della Guardia di Ferro, incluso quello dello stesso Codreanu (ucciso durante la detenzione). Nel primo 1939, Sima era riuscito a riparare in Germania attraverso la Jugoslavia.
Nell'estate dello stesso anno, aveva organizzato e condotto l'assassinio del Primo Ministro romeno, Armand Călinescu, il 21 settembre 1939. Il 4 luglio, 1940, guadagna il gabinetto di Ion Gigurtu come Ministro della Religione e delle Arti, accanto ad altri due membri della Guardia di Ferro, ma rassegna le dimissioni quattro giorni più tardi. Nel settembre 1940, il Re Carol II abdica e la Guardia di Ferro stringe una stretta alleanza con il generale Ion Antonescu (lo Stato Nazionale Legionario). In tale situazione Sima fu abile a ritornare da esiliato a vice-premier e comandante del movimento dei Legionari.
Nel gennaio 1941, durante la ribellione generale dei Legionari, Antonescu chiese a Hitler di decidere se sostenere un governo romeno nazional-conservatore, che godeva dell'appoggio dell'esercito e del consenso di una consistente parte dell'opinione pubblica, oppure la Guardia di Ferro. Hitler, che aveva già in mente l'Operazione Barbarossa e che faceva conto sul contributo militare romeno, optò per Antonescu. Antonescu procedette senza indugi all'espulsione della Legione stessa dalla compagine governativa.
Su iniziativa di Antonescu fu iniziata a Berlino una campagna di intrighi contro la Guardia di Ferro, presentata come un movimento anarchico e incapace di un'azione costruttiva per il paese. Hitler, prendendo spunto degli eventi del 1941, passò dalla parte del generale Antonescu, dando l'ordine all'esercito tedesco in Romania di aiutarlo a mantenere il potere. Sima dunque lasciò la Romania per la Germania, dove venne imprigionato in una sezione speciale del campo di concentramento di Buchenwald. Intanto, le autorità romene decretarono la pena di morte in absentia, per assicurarsi l'esilio a vita.
Dal febbraio 1941 al 1944, la vita di Sima è molto misteriosa. Entra ed esce dai campi di concentramento, dove lui e i suoi fedelissimi sono considerati non come prigionieri ma come ospiti di riguardo delle SS. Nel 1942, ancora una volta, riesce a fuggire dalla prigionia e ripara in Italia con il consenso di Mussolini. In seguito Sima viene nuovamente arrestato ed estradato in Germania su ordine di Galeazzo Ciano.
Quando la Romania, a seguito di un colpo di Stato che aveva deposto Antonescu, cambiò schieramento nella seconda guerra mondiale, unendosi agli Alleati il 23 agosto 1944, Sima venne rilasciato. Egli completò la realizzazione di un governo romeno in esilio a Vienna, cercando invano di ricostruire un'armata nazionale romena schierata al fianco dell'alleato tedesco. Quando l'offensiva dell'Armata Rossa sovietica si dimostrò inarrestabile, Sima riparò ad Altaussee in Austria, sotto il falso nome di Josef Weber.
Visse a Parigi, in Italia e infine nella Spagna franchista. Venne nuovamente processato e condannato a morte in contumacia in Romania nel 1946. Durante il suo esilio, Sima tentò d'imbastire contatti con il principale collante ideologico dell'anticomunismo, insistendo sugli atteggiamenti della Guardia per la salvaguardia di un mondo libero. Morì a Madrid ed è sepolto accanto alla moglie Elvira Sima a Torredembarra, vicino a Barcellona.

## Sima, l'usurpatore
Dopo la morte di Sima, il nipote di Codreanu, Nicador Codreanu, affermò che Sima non aveva alcun diritto per autoproclamarsi nuovo leader del movimento legionario. Nicador disse anche che, con l'assassinio di Armand Calineascu, Sima decretò la morte di migliaia di legionari. Il nipote del Capitano accusò più volte Sima di essere un agente segreto dei servizi segreti rumeni (quindi un agente di Re Carlo II), e di essere stato assoldato per annientare dall'interno il movimento. Sempre secondo Nicador, nel registro dei legionari più in vista e importanti che vi era nella sede a Bucarest, oltre ovviamente a Zelea Codreanu primo, Sima appariva solamente al quarantaseiesimo posto.
L'accusa più dura però fu quella di aver messo al bando i già precari rapporti che il movimento possedeva col generale Ion Antonescu. Le vere motivazioni di questo "litigio" non furono mai rese pubbliche, anche se è largamente accettato che esso avesse a che fare con l'antisemitismo estremo di Sima. Infatti, esso voleva che tutti gli ebrei venissero immediatamente deportati (fu questa anche un'altra distinzione tra Zelea Codreanu e Sima: il primo voleva espellere gli ebrei dall'economia romena, di cui d'altronde essi possedevano gran parte, mentre Sima voleva semplicemente che venissero uccisi), mentre Antonescu sapeva perfettamente che l'economia non avrebbe retto a quella deportazione di massa. Bisogna precisare però, che lo stesso movimento era, dalla proclamazione di Sima, praticamente diviso tant'è vero che coloro che seguivano Sima vennero chiamati Simini. Il dilettantismo con il quale Horia Sima portò al crollo il movimento è alquanto eclatante. 
La tesi di Nicador Codreanu su Sima era in realtà ripresa dalla frazione macedone della Legione che vedeva nelle sue file un pezzo da novanta come Constantin Papanace, autore di molti saggi sulla storia della Legione Arcangelo Michele-Guardia di Ferro, alcuni peraltro tradotti in italiano. I Simini o Simiti annoverano tra le loro file un teorico di notevole spessore come Faust Bradesco, anch'esso indomito spirito legionario, autore delle importanti "Tre Prove Legionarie" oltre a circa 48 volumi di storia della filosofia, storia delle religioni e storia della dottrina politica.
Va peraltro detto che nel dopoguerra le tesi fondamentali della frazione macedone e di quella simina della Guardia di Ferro erano sul piano della politica internazionale coincidenti: entrambe le frazioni si potevano identificare in un esplicito franchismo in versione cristiano-ortodossa concepito come un neofascismo di Stato anti-Yalta, vista appunto non come la sede del conflitto Est/Ovest ma come il luogo strategico della stessa spartizione mondiale tra comunisti filosovietici e capitalisti filoamericani. Significativo lo scritto di Bradesco sulla Spagna cristiana e sociale della Falange e JONS in cui si asseriva che l'omicidio del numero due di Franco, Carrero Blanco, fosse una azione di CIA e KGB come disse pure Solzenicyn, in quanto Carrero Blanco avrebbe restaurato l'autentica dottrina e prassi Falangiste cristiane "tradite" da Franco. Sia i macedoni a-rumeni che i seguaci di Sima operavano in varii modi per la Spagna nazionale Falangista e per l'Argentina di Peron, taluni furono anche arruolati nello spionaggio, nonostante il cattolicesimo tradizionale di Franco e di Evita Perón, mentre la Legione Arcangelo Michele era chiaramente cristiano-ortodossa e non cattolica dunque, anzi il contrario.
Furono espressi giudizi positivi da entrambe le frazioni su Nasser e sul baathismo arabo, in seguito sulla rivoluzione islamica di Khomeini del 1979; il mondo legionario partecipò sia in appoggio dall'esilio sia dall'interno alle varie insurrezioni nazional-cristiane antimarxiste durante il regime di Ceausescu, che ebbero un costante carattere di massa dal 1977 in poi nonostante lo stato di polizia assoluto vigente nella Romania marxista e ateista. Per quanto riguarda la situazione italiana, i legionari antisimiiti residenti a Salò o in Veneto erano direttamente in contatto con il segretario del MSI Giorgio Almirante e crearono un blocco di Resistenza nazionale antimarxista e la editrice "Biblioteca Verde". Nel 1977 Sima rilasciò una intervista a un missino siciliano che verrà pubblicata dalla casa editrice di destra Edizioni Thule. Il saggio fu contestato come non legionario dalla frazione antisimita. Claudio Mutti, Edizioni all'insegna del Veltro, ha invece tradotto Il crollo di un'oligarchia di Horia Sima. È stata rilasciata, dopo il crollo del blocco comunista dell'est, una intervista di Nicador Codreanu sulla questione del nazionalismo romeno e dell'ascesi cristiana tra le due guerre. Prendendo esplicitamente le distanze dai simini, dal marxismo ceausista e dalle stesse democrazie sociali cristiane, l'unica prospettiva strategica era perciò la concretizzazione del superiore modello di nazionalismo cristiano anti-globalista. Nicador Codreanu parlava di dottrina e prassi controrivoluzionaria nazional-cristiana come quintessenza dei movimenti nazionalisti tra le due guerre, la Legione Michaelita rumena ne era il centro, il nazionalsocialismo ne sarebbe stata una deviazione di tipo biologistico, franchismo e salazarismo movimenti conservatori ma non controrivoluzionari, mentre la Falange joseantoniana sconfitta nella guerra civile di Spagna era più vicina alla Legione; dopo il 1945 Carrero Blanco, ma non il caudillo Franco né tantomeno Salazar, e le resistenze nazionaliste antimarxiste come quella del Maccartismo Usa di estrema destra e dei Missini italiani di Almirante avrebbero continuato il messaggio del nazionalismo falangista o legionarista tra le due guerre, per quanto pensava Nicador Codreanu. La visione dei vecchi legionari e dei seguaci di Nicador Codreanu riguardo a una differenza tra pensiero di Codreanu e azione irregolare dei Simini o Simisti, che dopo il '45 avrebbero goduto della protezione degli stessi "securisti" e agenti segreti marxisti, socialdemocratici e antifascisti, è oggi dibattuta anche dalla televisione pubblica romena.

## Pubblicazioni
- Europe at the crossroads: war or capitulation? Monaco di Baviera Verlag "Vestitori" 1955 (view here)
- The Rumanian situation after 19 years of Communist slavery and policies of the western powers, 1944-1963; a declaration by the Rumanian Legionary Movement Rio de Janeiro? 1963?
- Hunger In Romania 1964
- Articole politice, 1950-1963 1967.
- XLth anniversary of the foundation of the Rumanian legionary movement, 1927-1967; declarations of the legionary movement concerning the fate of the free world and the tragedy of the Rumanian people 1968
- Ce este comunismul? Madrid, Editura Dacia, 1972.[6]
- Histoire du Mouvement Légionnaire, Rio de Janeiro, 1972 (The History of the Legionary Movement, Legionary Press, 1995)
- Intervista sulla Guardia di Ferro, Ed. Thule, Palermo, 1977
- Crollo di una oligarchia, due volumi, Edizioni all’Insegna del Veltro, Parma
- The Truth About The Legionary Movement
- The Natural World Order